# Joachim Meyerhoff
Joachim Meyerhoff (* 1967, Homburg an der Saar, Sársko) je německý divadelní a filmový herec, spisovatel. V roce 2007 obdržel německé ocenění Schauspieler des Jahres (česky Herec roku).

## Život a dílo

### Přehled publikační činnosti
Za svoji literární činnost byl k prosinci roku 2016 již dvakrát (2013 – tzv. širší nominace, 2016 – tzv. širší nominace) nominován na Německou knižní cenu.

#### České překlady z němčiny
- Kdy bude konečně zase všechno takové, jaké to nikdy nebylo (orig. 'Wann wird es endlich wieder so, wie es nie war'). 1. vyd. V Praze: Plus, 2015. 332 S. Překlad: Michaela Škultéty